# Habibullah Khan

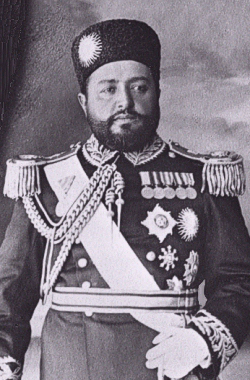
Habibullah Khan

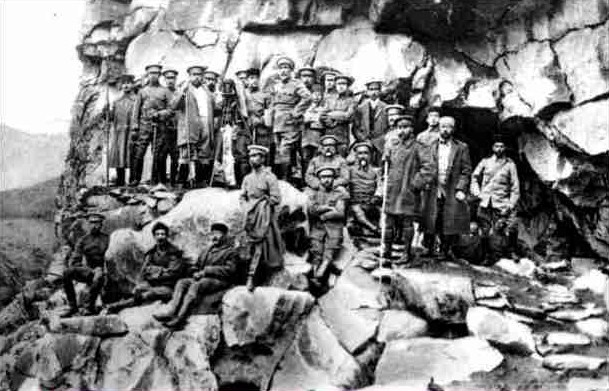
Habibullah Khan mit afghanischen Militärangehörigen

Habibullah Khan (paschtunisch حبيب الله خان; persisch حبیب‌الله‌خان, DMG Ḥabību-llāh-Ḫān; * 3. Juni 1872 in Taschkent, Russisches Kaiserreich, heute Usbekistan; † 20. Februar 1919 in Kalagosh) war vom 3. Oktober 1901 bis 20. Februar 1919 der 15. Emir von Afghanistan. Er war Sohn des Emirs Abdur Rahman Khan und trat als Erstgeborener die Nachfolge seines Vaters als Herrscher von Afghanistan an.

## Leben
Habibullah war ein relativ weltoffener, reformfreudiger Herrscher, der versuchte, sein Land zu modernisieren. Er war Freimaurer und Mitglied der Lodge Concordia No. 3102 in Kalkutta, Indien. Insgesamt soll er 300 Ehefrauen gehabt haben. Während seiner Herrschaft brachte er westliche Medizin und Technologie nach Afghanistan. 1904 gründete er die Madrasse-ye Harbi-ye Militärschule, um die Ausbildung seiner Offiziere zu verbessern. Er brachte eine Wochenzeitung mit dem Namen Siraj-ul-Akhbar in persischer Sprache heraus, die für die Reformen warb. Seine Reformen des Rechtssystems schafften viele der grausamsten Strafen ab. Auch die von seinem Vater zur Kontrolle des Volkes gegründete Geheimpolizei löste er wieder auf. Trotzdem ließ er seinen Hauptberater Abdul Latif am 14. Juli 1903 wegen Apostasie zu Tode steinigen.
Die Spannungen zwischen seinem Land und Indien konnte er entscheidend verringern, indem er 1905 einen Friedensvertrag unterzeichnete und 1907 offiziell einen Staatsbesuch in Indien machte. 1905 erlaubte er den Briten eine diplomatische Vertretung zu eröffnen. Die Russen, die Afghanistan zu ihren Einflussgebieten zählten, wurden nach ihrer Niederlage gegen Japan gezwungen, keinen innenpolitischen Einfluss mehr auszuüben. Auch Großbritannien unterschrieb einen entsprechenden Vertrag. Im Ersten Weltkrieg hielt er strikt an der Neutralität fest – trotz starker Bemühungen des osmanischen Kalifen (der sich auch als spiritueller Führer des Islams sah) sowie der deutschen Niedermayer-Hentig-Expedition, Afghanistan auf seine Seite zu ziehen.
Am 20. Februar 1919 wurde Habibullah bei einem Jagdausflug in der Provinz Laghman von Gegnern seiner Außenpolitik ermordet.